# ЛиАЗ-6224
ЛиАЗ-6224 (ЛиАЗ-15М) — опытно-промышленный трёхосный 15-метровый односекционный автобус производства Ликинского автобусного завода.
Создан на базе высокопольного ЛиАЗ-5256 путём увеличения длины до 14,3 м и введения третьего самоподруливающего заднего моста. Модификация 2004 года (ЛиАЗ-6224.00) является высокопольной, в 2005 году была представлена полунизкопольная модификация (ЛиАЗ-6225.00), что было достигнуто за счёт уменьшения высоты пола в передней части салона, у передней и средней дверей она составляет 340 мм. Для сохранения унификации конструкции кузова с базовой моделью, расположение окон осталось неизменным, при этом нижняя граница окон проходит выше линии глаз сидящих в этой части салона пассажиров.
Был представлен на нескольких выставках, в том числе: Московское международное мотор-шоу (MIMS-2004, MIMS-2005), 13-я международная автомобильная выставка «Авто + Автомеханика Санкт-Петербург» (2005). В рамках последней стал победителем конкурса «Коммерческий транспорт: Северные звёзды-2005» в номинации «Лучший отечественный автобус».
| Параметр                                        | Значение                     |
| ----------------------------------------------- | ---------------------------- |
| Назначение                                      | Город, пригород              |
| Колесная формула                                | 6 × 2                        |
| Тип кузова                                      | Несущий, вагонной компоновки |
| Ресурс кузова, лет                              | 12                           |
| Ширина дверей, мм                               | 1200                         |
| Мин. радиус разворота, м                        | 12,5                         |
| Мост                                            | Rába                         |
| Рулевой механизм                                | МАЗ-64229                    |
| Ёмкость топливного бака, л                      | 240                          |
| Нагрузка на переднюю/среднюю/заднюю ось, кг     | 6500 / 11500 / 6500          |
| Передний/задний свесы, мм                       | 2510 / 3050                  |
| Угол въезда передний / угол съезда задний, град | 12 / 7                       |
| Расположение двигателя                          | Продольное, в заднем свесе   |